# Encyklopedia. Świat w przekroju
Encyklopedia. Świat w przekroju – wielotomowa, popularnonaukowa polska encyklopedia wydana przez wydawnictwo Wiedza Powszechna w okresie PRL  .

## Historia
Pełny tytuł wydawnictwa brzmi: "Encyklopedia. Świat w przekroju, kraje świata, polityka i gospodarka świata, organizacje i konferencje międzynarodowe, nauka, oświata, technika, kultura, sport".
Encyklopedia opracowana została przez komitet redakcyjny w składzie Janusz Gołębiowski, Janusz Symonides - przewodniczący, Jerzy Ciepielewski, Władysław Góralski, Wiesław Dobrzycki, Longin Pastusiak, Olgierd Wołczek i inni przy współudziale Polskiego Instytutu Spraw Międzynarodowych. Serię wydało wydawnictwo Wiedza Powszechna w Warszawie w latach 1959-1991  . 
Stanowi popularno-naukowe kompendium wiedzy z zakresu bieżącej światowej polityki, geografii, gospodarki, nauki, oświaty, techniki, kultury oraz sportu. Wydano w sumie 32 tomy w latach 1959-1991. Tom wydany w danym roku podsumowywał najważniejsze zdaniem redakcji wydarzenia z roku poprzedzającego jakie miały miejsce w kraju i na świecie w tytułowych dziedzinach  .